# Frontera Sur
 Frontera Sur es una película en blanco y negro de Argentina dirigida por Belisario García Villar sobre su propio guion que se estrenó el 20 de enero de 1943 y que tuvo como protagonistas a Elsa O'Connor, Froilán Varela, César Fiaschi, Inés Edmonson y Elisardo Santalla. Fue la primera película del director Belisario García Villar y del actor Fernando Lamas.

## Sinopsis
Durante el ataque de un malón a un fortín de la provincia de Buenos Aires muere su jefe y su sucesor debe afrontar sus nuevas obligaciones y el secreto de una india. 

## Reparto
- Elsa O'Connor
- Froilán Varela
- César Fiaschi
- Inés Edmonson
- Elisardo Santalla
- Amelia Senisterra
- Juan Pérez Bilbao
- Fernando Lamas
- Juan Farías
- Jorge Olivé
- Federico de la Villa
- Jorge Villoldo
- Diana Maggi
- Enrique Núñez
- Tito Martínez
- Juan Gianelli
- Dora Cires
- Jaime Saslavsky
- Elsa Martínez
- Pía Uribelarrea

## Comentarios
Manrupe y Portela encuentran el filme aceptable en su modestia, con un buen tratamiento visual en exteriores y la crónica de El Heraldo del Cinematografista expresó:

”Ensaya un estudio de caracteres con bastante acierto. Técnicamente…acusa buenos valores, poseyendo una fotografía de gran riqueza plástica.”